# 尚特卢沃
尚特卢沃（法語：Chantelouve，法語發音：[ʃɑ̃tluv]）是法国伊泽尔省的一个旧市镇，属于格勒诺布尔区。2019年，尚特卢沃与市镇勒佩里耶合并为新市镇尚特佩里耶，尚特卢沃为新市镇行政中心。

## 地理
尚特卢沃（44°59'2"N, 5°58'6"E）面积33.41 平方千米，位于法国奥弗涅-罗讷-阿尔卑斯大区伊泽尔省，该省份为法国东南部内陆省份，北起顺时针与安省、萨瓦省、上阿尔卑斯省、德龙省、阿尔代什省、卢瓦尔省和罗讷省。
与尚特卢沃接壤的市镇（或旧市镇、城区）包括：奥尔农、维拉尔圣母村、维拉尔雷蒙、瓦桑堡、拉瓦尔当斯、勒佩里耶。

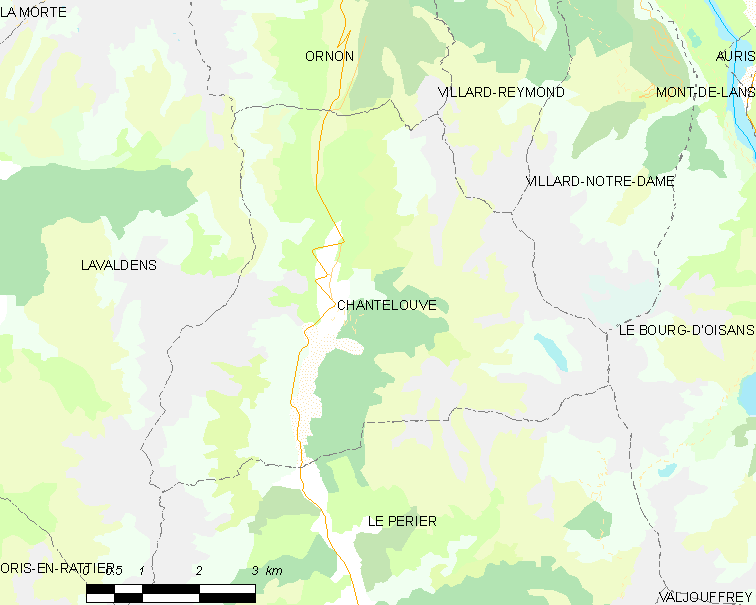
尚特卢沃的OSM定位图

尚特卢沃的时区为UTC+01:00、UTC+02:00（夏令时）。

## 行政
尚特卢沃的邮政编码为38740，INSEE市镇编码为38073。

## 政治
尚特卢沃所属的省级选区为马泰西讷-特列沃县。

## 人口

1962-2008年间尚特卢沃人口变化图示

尚特卢沃于2018年1月1日时的人口数量为80人。